# Leandrinho (Fußballspieler, 1986)
Leandrinho, bürgerlich Leandro Barrios Rita Dos Martires (* 6. Juni 1986 in Cotia), ist ein brasilianischer Fußballspieler.

## Karriere
Leandrinho spielte für diverse Vereine in Brasilien (Portuguesa Santista, Londrina EC), Costa Rica (CS Herediano, LD Alajuelense), Belgien (SV Zulte Waregem), Portugal (FC Paços de Ferreira), Iran (Mes Kerman), Saudi-Arabien (Al-Raed), Guatemala (CSD Municipal) und Mexiko (Atlético San Luis).
In der Sommerpause 2015 entschied sich Leandrinho für einen Wechsel in die zweite türkische Liga zu Denizlispor. Hier unterschrieb er einen Vertrag über zwei Jahre. In der Sommertransferperiode 2016 wechselte Leandrinho innerhalb der 1. Lig zum Erstligaabsteiger Sivasspor, mit dem er als Zweitligameister direkt wieder aufstieg. Während Leandrinho in der Aufstiegssaison 2016/17 mit insgesamt 32 Einsätzen in der Liga Stammspieler war und immerhin neun Tore schoss, spielte er in der Folgesaison 2017/18 in der Süper Lig nur in den ersten vier Spielen und wurde Ende September 2017 von Sivasspor suspendiert. Im Januar 2018 schloss er sich dem Ligakonkurrenten Kardemir Karabükspor an, für den er in der Rückrunde der Saison in dreizehn Erstligapartien zwei Tore schoss. Nach der Saison wechselte er zurück in die zweite türkische Liga und spielte in der Saison 2018/19 bei zu Ümraniyespor und in der Saison 2019/20 bei Altay SK. Ab September 2020 stand er wieder in Costa Rica beim Erstligisten CS Herediano unter Vertrag. Er kam aber nur auf zehn Ligaspiele und sein Vertrag wurde nicht übers Saisonende hinaus verlängert, sodass er im Sommer 2021 zunächst vereinslos war. Im April 2022 wurde Leandrinho bis zum Saisonende vom brasilianischen Zweitligisten AA Ponte Preta verpflichtet, wurde aber nur in einem Spiel des Vereins eingewechselt. Seit Sommer 2022 ist er ohne Verein.